# Slovensko narodno gledališče Maribor
Slovensko narodno gledališče Maribor (SNG Maribor) je slovenska nacionalna poklicna gledališka ustanova. Ima oddelke Drama, Opera in balet ter Simfonični orkester.
Je organizator vsakoletnega festivala slovenskih dramskih gledališč Borštnikovo srečanje in tekmovanja mladih pevskih nadarjencev Ondina Otta.

## Zgodovina
Leta 1785 je gledališče v Mariboru dobilo svoj domicil. Leta 1805. se je gledališče preselilo v opuščeno špitalsko cerkev sv. Duha. Gledališko poslopje je Maribor dobil konec leta 1851. Lepšo podobo je gledališče dobilo, ko so ga povezali z leta 1865 dokončanim Kazinskim poslopjem. Leta so 1899 sezidali Narodni dom z dvorano in zatem formirali še Dramatično društvo. Leta 1919 se je v gledališču začel čas slovenskega poklicnega teatra. Ravnatelj Hinko Nučič je vpeljal dramo. Po letu 1928 je prevladovala opereta. Leta 1941 je okupator gledališče ukinil. Slovensko gledališče je bilo ponovno vzpostavljeno leta 1945. Prvo baletno predstavo je leta 1947 ustvarila Marta Remškar. Leta 1993 je bilo gledališče prenovljeno v celoti.
Od leta 1966 je gledališče v Mariboru vsak oktober oz. od 2021 vsak junij gostitelj Borštnikovega srečanja slovenskih dramskih gledališč.

## Dvorane
- Velika dvorana
- Mali oder
- Komorni oder
- Stara dvorana
- Kazinska dvorana

## Uprava
- Direktor: Danilo Rošker
- Umetniški vodja Drame: Aleksander Popovski
- Umetniški vodja Opere: Simon Krečič
- Umetniški vodja Baleta: Edward Clug
- Umetniški direktor Festivala Borštnikovo srečanje: Aleš Novak